# Quilima
Quilima (auch: Quillima) ist eine Ortschaft im Departamento La Paz im südamerikanischen Anden-Staat Bolivien.

## Lage im Nahraum
Quilima ist zweitgrößte Ortschaft im Municipio Puerto Carabuco in der Provinz Eliodoro Camacho und liegt im Kanton Puerto Chaguaya. Die Ortschaft liegt auf einer Höhe von 3850 m im bolivianischen Hochland am östlichen Ufer des Titicacasees.

## Geographie
Quilima liegt auf dem bolivianischen Altiplano am Westrand der Cordillera Real. Das Klima der Region ist ein typisches Tageszeitenklima, bei dem die mittlere Temperaturschwankung im Tagesverlauf deutlicher ausfällt als im Verlauf der Jahreszeiten.
Die Jahresdurchschnittstemperatur der Region liegt bei 9 °C (siehe Klimadiagramm Quilima), die Monatswerte schwanken zwischen knapp 7 °C im Juni/Juli und 11 °C im November/Dezember. Der Jahresniederschlag beträgt etwa 750 mm, die Monatsniederschläge liegen bei unter 15 mm von Juni bis August und über 100 mm von Dezember bis März.

## Verkehrsnetz
Quilima liegt in einer Entfernung von 145 Straßenkilometern nordwestlich von La Paz, der Hauptstadt des gleichnamigen Departamentos.
Von La Paz führt die asphaltierte Nationalstraße Ruta 2 in nördlicher Richtung 70 Kilometer bis Huarina, von dort weitere 75 Kilometer die Ruta 16 über Achacachi und Ancoraimes nach Quilima, von wo die Straße weiter nach Puerto Carabuco führt.

## Bevölkerung
Die Einwohnerzahl der Ortschaft ist in den vergangenen beiden Jahrzehnten um etwa ein Drittel angestiegen:
| Jahr | Einwohner | Quelle       |
| ---- | --------- | ------------ |
| 1992 | 503       | Volkszählung |
| 2001 | 603       | Volkszählung |
| 2012 | 655       | Volkszählung |
| 2024 |           | Volkszählung |

Die Region weist einen hohen Anteil an Aymara-Bevölkerung auf; im Municipio Puerto Carabuco sprechen 95,6 Prozent der Bevölkerung Aymara.